# 采爾湖 (魏爾海姆-雄高縣)
47°51′45″N 11°3′50″E / 47.86250°N 11.06389°E

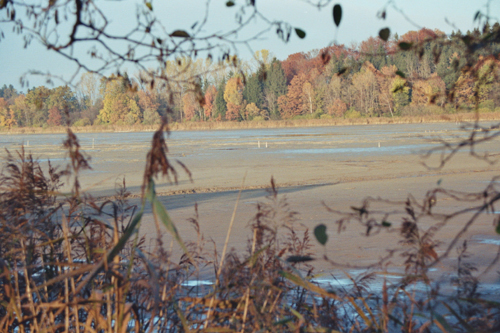

采爾湖（德語：Zellsee），是德國的湖泊，位於該國東南部，由巴伐利亞州負責管轄，處於魏爾海姆-雄高縣，長1.9公里、寬0.5公里，面積1平方公里，海拔高度587米。